# Prix Christian Le Provost
Le prix Christian Le Provost est un prix biennal destiné à récompenser l'auteur de travaux remarquables en océanographie physique et biogéochimique, menés dans un laboratoire français. L'âge du lauréat ne doit pas dépasser 38 ans au 1er janvier de l'année d'attribution. Le montant du prix est de 15 000 €.
Ce prix, qui rend hommage à l'océanographe français Christian Le Provost, a été fondé en 2009 par le CNRS, l'IFREMER, le CNES, l'IRD, le SHOM, la COI et le Conseil général des Côtes-d'Armor. Le Cluster maritime français est devenu partenaire du prix en 2013.

## Lauréats
- 2023 : Damien Desbruyères, chercheur Ifremer au Laboratoire d’Océanographie Physique et Spatiale (CNRS/Ifremer/IRD/Université de Bretagne Occidentale)[1].
- 2021 :  Camille Lique (d), chercheuse Ifremer au Laboratoire d’océanographie physique et spatiale (LOPS) de l'université de Bretagne-Occidentale[2].
- 2019 : Sophie Bonnet (d), directrice de recherche à l’Institut méditerranéen d'océanologie (MIO) à Marseille[3].* 2017 : Benoît Meyssignac (d), chercheur au Laboratoire d'études en géophysique et océanographie spatiales (LEGOS) à Toulouse[4]
- 2017 : Benoît Meyssignac, chercheur au LEGOS de Toulouse (Laboratoire Études Géophysiques et Océanographiques Spatiales)
- 2015 : Didier Swingedouw (d), chercheur CNRS à l’UMR Environnements et paléoenvironnements océaniques et continentaux (EPOC (d)) de l’université de Bordeaux à Pessac[5]
- 2013 : Séverine Alvain,  chercheuse au LOG et chargée de médiation scientifique à la Délégation régionale CNRS Hauts-de-France
- 2011 : Sophie Cravatte, chercheuse au LEGOS (Laboratoire d'études en géophysique et océanographie spatiales)  Toulouse
- 2010: Jérôme Vialard, chercheur IRD au LOCEAN (Laboratoire d'océanographie : expérimentation et analyse numérique), Paris
- 2009 : Fabrice Ardhuin, chercheur au SHOM puis au LOPS (Laboratoire d'Océanographie Physique et Spatiale), Brest